# Museu de South Georgia
El Museu de Geòrgia del Sud es troba a Grytviken, a prop del centre administratiu del territori d'ultramar del Regne Unit de Geòrgia del Sud i Sandwich del Sud. Els exploradors polars Ernest Shackleton i Frank Wild estan enterrats al cementiri de Grytviken. El museu va ser fundat el 1991 per Nigel Bonner.

## Història
El museu està ubicat a "la Vil·la". Va ser construït el 1914 com a residència per al gerent de l'estació balenera de Grytviken i la seva família, i va estar ocupada fins que l'estació va tancar en 1964.
L'edifici abandonat va patir els efectes del clima sever, així com les accions destructives dels vàndals. Dècades més tard, després que el científic antàrtic David Wynn-Williams suggerís que es convertís en un museu, l'especialista en mamífers antàrtics i marins Nigel Bonner i un petit equip de treballadors, amb el suport financer del govern de Geòrgia del Sud, van treballar per eliminar els riscos ambientals de l'estació balenera abandonada i renovar i restaurar la vil·la per al seu ús com a museu. Bonner va escriure: «Si [el museu] fa que [els visitants] pensin una mica més profundament sobre la indústria balenera, la gestió dels recursos naturals i la societat dels baleners, crec que haurem aconseguit el nostre objectiu»."

## Museu
El Museu de Geòrgia del Sud va obrir el 1992 com a museu especialitzat en la caça de balenes, i posteriorment va ampliar les seves exposicions per incloure tots els aspectes del descobriment de l'illa, la indústria de la pesca foquera, la caça de balenes, la història marítima i natural, així com la Guerra de les Falkland de 1982.
El museu es va convertir en un lloc turístic popular, visitat per aproximadament 10.000 turistes de creuers i iots a l'any fins a la pandèmia de la COVID-19. Durant l'estació dels anys 2023-2024 la xifra va assolir 15.000 visitants.
Les exposicions del museu inclouen un bust de bronze de Duncan Carse, obra de l'escultor britànic Jon Edgar. Carse va ser influent en la cartografia de Geòrgia del Sud i el Mont Carse de l'illa porta el seu nom. La Sala Bonner rep el nom en reconeixement a la tasca de Nigel Bonner en la creació del museu. La Sala Jarvis porta el nom de Russell Jarvis, que va ser vicegovernador de les Illes Malvines del 1997 al 2003, pel seu suport dedicat al museu.

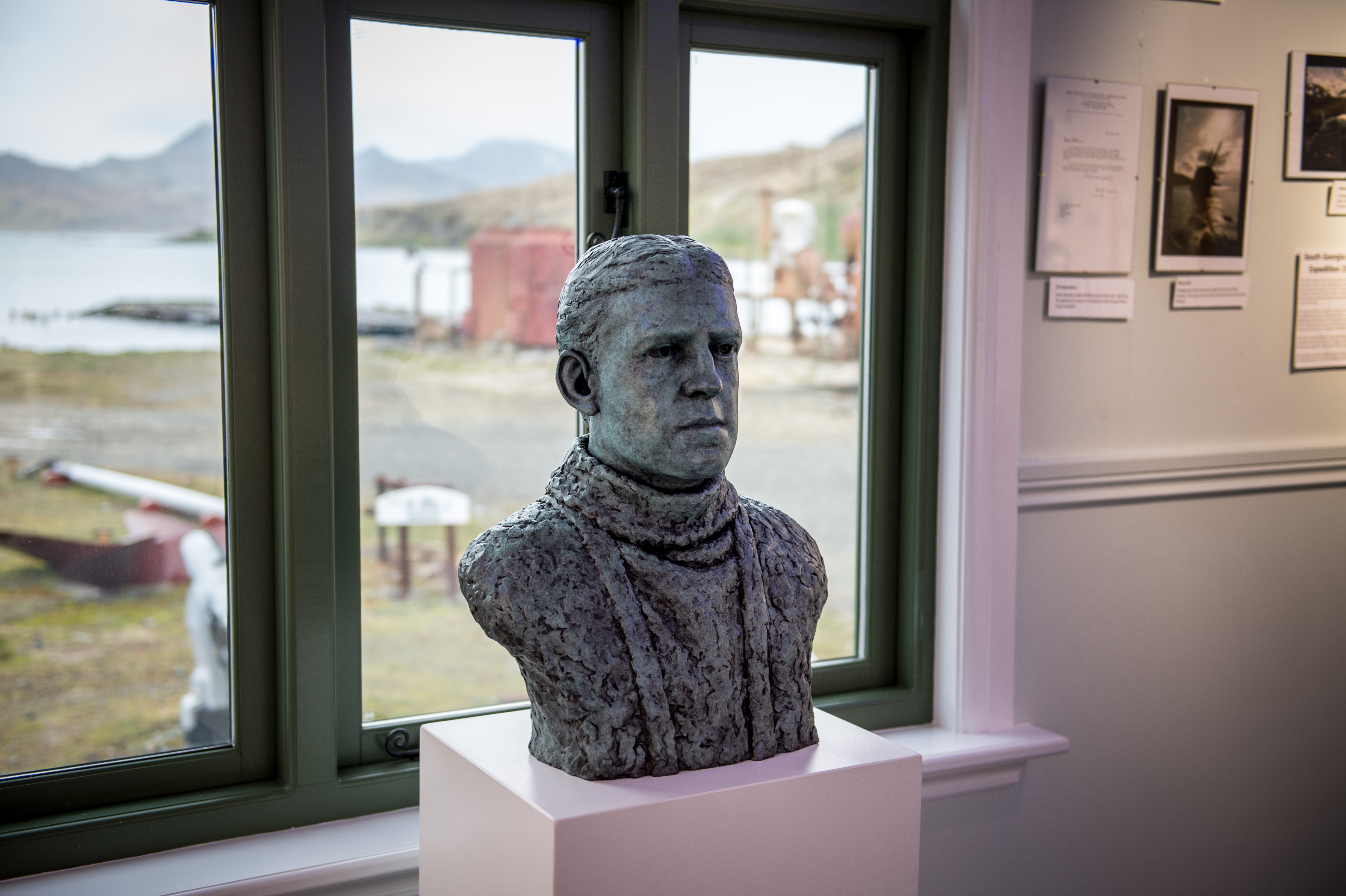
Bust de bronze de Sir Ernest Shackleton fet per Anthony Smith, exposat al Museu de Geòrgia del Sud

Durant diversos anys, Tim i Pauline Carr van treballar com a conservadors de museus, vivint a bord del seu iot Curlew amarrat al port de Grytviken. El museu ara està gestionat pel South Georgia Heritage Trust i compta amb tres membres que són els únics residents no permanents que viuen a Grytviken. La col·lecció també es pot veure en línia.
El museu ofereix ocasionalment una residència d'artista. Entre els artistes que han estat residents anteriors al museu hi ha l'escultor britànic Anthony Smith, que el novembre de 2017 va lliurar un bust de bronze de mida natural de Sir Ernest Shackleton al Museu, que ara està exposat permanentment.
El Museu, després de l'epidèmia de COVID-19 va reobrir l'any 2021.

## Algunes vistes del Museu

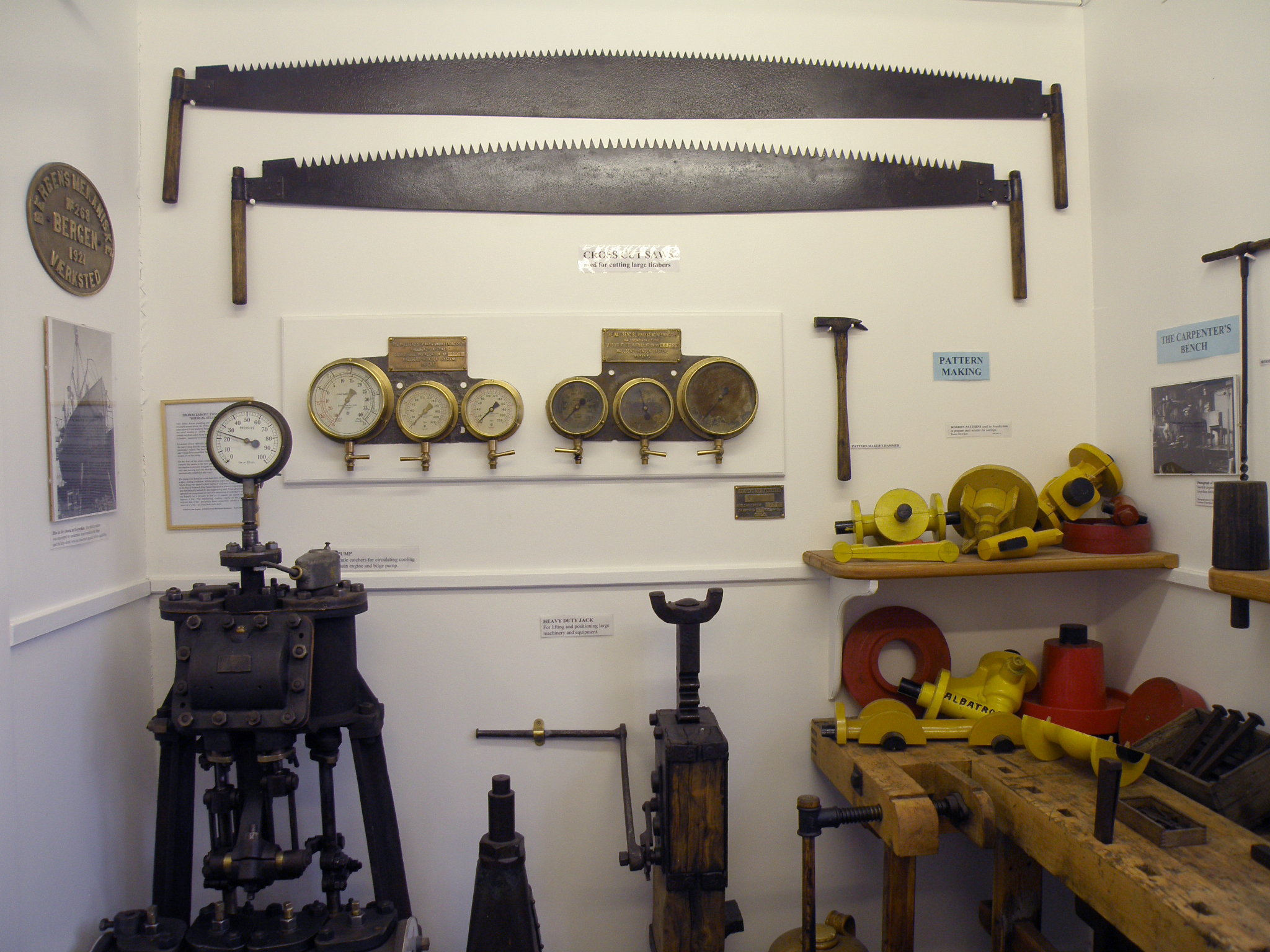
Eines de baleners i documents.
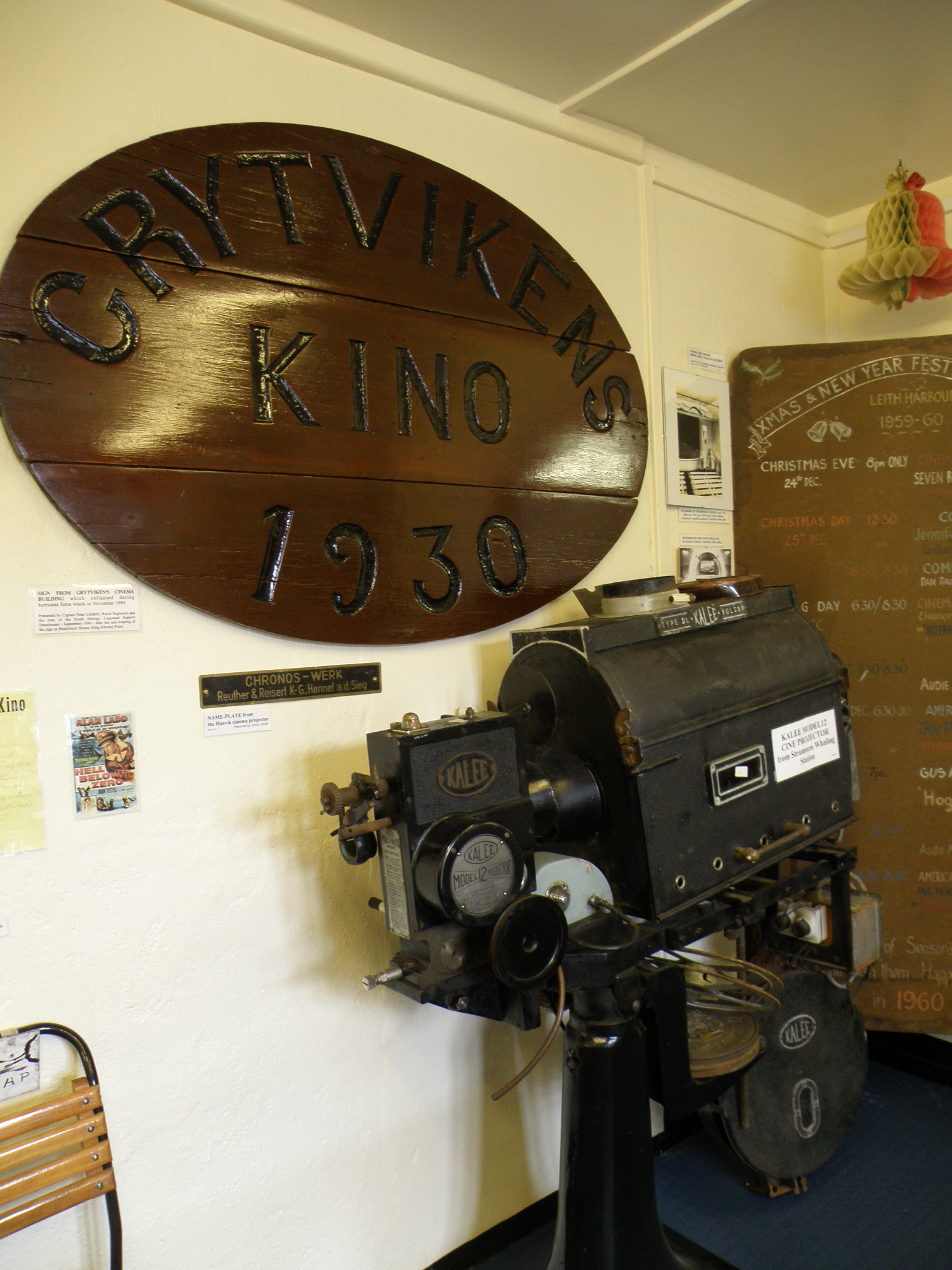
Cartell i projector de la petita sala de cine Grytvikens Kino.
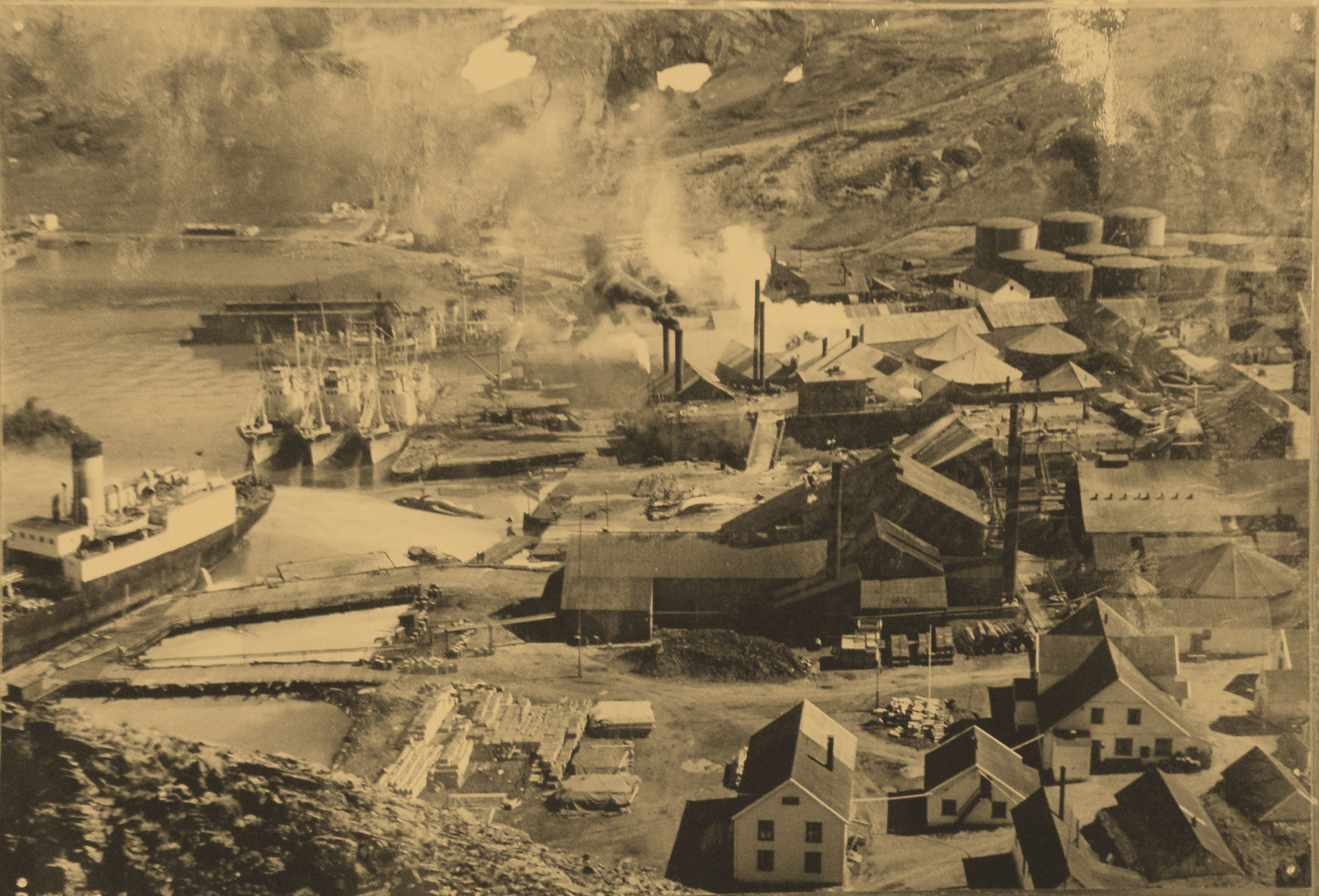
Fotografia de l'antiga estació balenera en plena activitat.
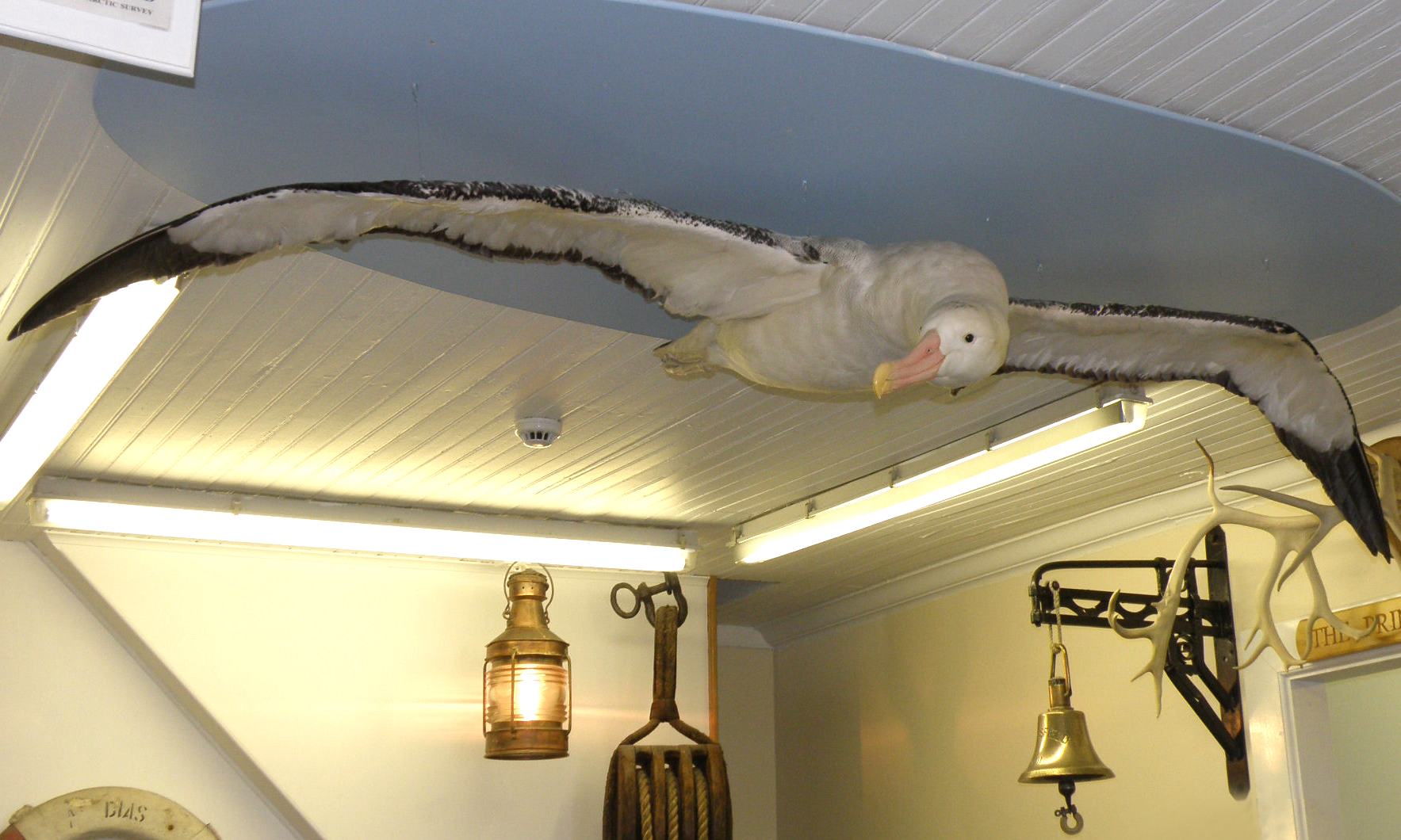
Albatros viatger
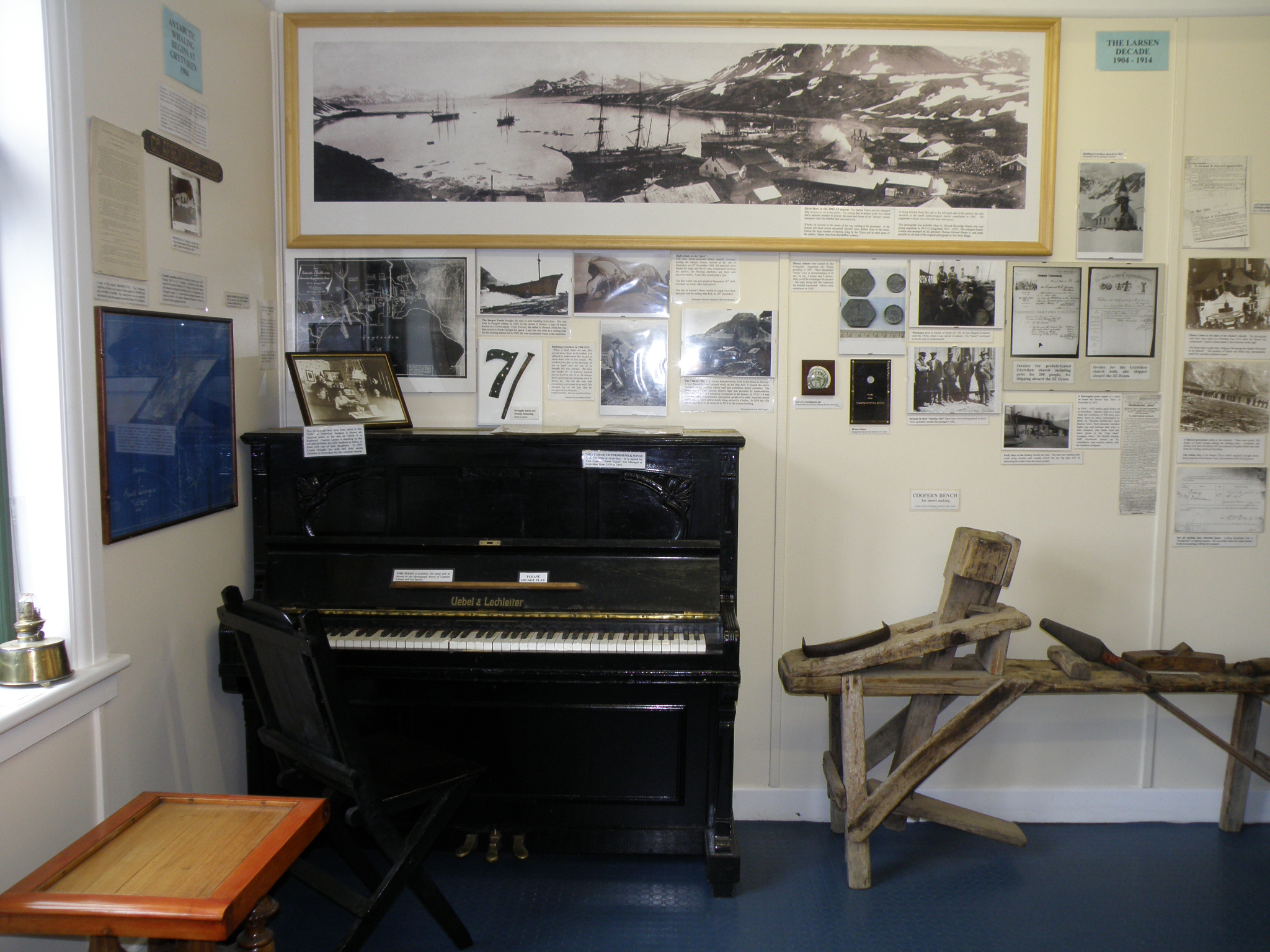
Objectes i documents personals del capità Carl Anton Larsen.